# Diego Costa
Diego Costa (født 7. oktober 1988) er en brasiliansk født fodboldspiller med spansk statsborgerskab. Han har siden 2024 spillet for Grêmio i Brasilien og og har desuden spillet på det spanske landshold som angriber.
Selvom Diego Costa allerede havde spillet to landsholdskampe for det brasilianske landshold, erklærede han i september 2013 sit ønske om at spille for Spanien, da han opfyldte alle kravene til at få spansk statsborgerskab. Han fik debut for sit nye land den 5. marts 2014, da det spanske landshold vandt 1-0 over Italien.